# Carasobarbus doadrioi
Carasobarbus doadrioi — вид прісноводних риб родини коропових. Описаний у 2024 році.

## Назва
Назва виду походить від імені іспанського іхтіолога Ігнасіо Доадріо Вільярехо на честь його неоціненного внеску у вивчення риб світу.

## Поширення
Ендемік Ірану. Риба поширена в верхньому басейні річки Карун та її притоки Дез.